# فرهنگ ییماختاخ
فرهنگ ییماختاخ (انگلیسی: Ymyyakhtakh culture،روسی:я Ымыяхтахскa культура)؛ این فرهنگ در اواخر نوسنگی سیبری موجود بوده‌است، با تحقیق‌های بسیار باستان شناسان، قدمت آن به. ۲۲۰۰–۱۳۰۰ قبل از میلاد می‌رسد. به نظر می‌رسد ریشه آن در حوضه رودخانه لنا یاکوتیا و همچنین در امتداد رودخانه ینیسه باشد. از آنجا هم به شرق و هم به غرب گسترش یافت. سایت‌های فردی نیز در تیمیر یافت شد.
این نام به نام یمیاختاخ، محل استقرار در جمهوری سخا روسیه است.

## مهاجرت‌ها
پس از ۱۷۰۰ سال قبل از میلاد، اعتقاد بر این است که فرهنگ یمیاختاخ به شرق تا شبه جزیره به انگلیسی: Chukotka گسترش یافته‌است، جایی که در آن با فرهنگ زبانان اسکیمو-الئوت و سرخپوشان-اسکیموها در تماس فرهنگی بود.
یک مجموعه سرامیکی قابل مقایسه با فرهنگ یمیاختاخ (که توسط سفال با مواد مخلوط پشم مشخص می‌شود) نیز در اواخر هزاره دوم قبل از میلاد در شمال فننوکاندیا یافت می‌شود.